# Euphilomedes nodosus
Euphilomedes nodosus är en kräftdjursart som beskrevs av Poulsen 1962. Euphilomedes nodosus ingår i släktet Euphilomedes och familjen Philomedidae. Inga underarter finns listade i Catalogue of Life.